# 洛普恰村委员会
洛普恰村委员会（俄语：Лопчинский сельсовет）是俄罗斯联邦阿穆尔州腾达区所属的一个村委员会。其下辖有1个居民点，行政中心为洛普恰。据2016年统计，该村委员会的人口为419人。